# ТРК «Могилёв»
Республиканское унитарное предприятие «Телерадиокомпания «Могилёв» — белорусская областная ТРК в Могилёвской области. Телепрограммы ТРК «Могилёв» выходят в эфир на телеканале «Беларусь 4» Могилев». Радиопрограммы ТРК «Могилёв» выходят в эфир на «Радио Могилёв».

## История
Радио в Могилеве появилось раньше, чем телевидение. В конце 1920-х в областном центре начали устанавливать репродукторы, но послушать радиопередачи можно было только по билетам, которые выдавались активистам и передовикам производства. Это было республиканское радиовещание.
Официальным днем рождения могилевского радио считается 27 ноября 1933 года, когда постановлением Совета народных комиссаров БССР был образован комитет по радиофикации и радиовещанию при исполнительном комитете Могилевского областного Совета депутатов трудящихся.
Большинство материалов, относящихся к довоенному периоду, не сохранилось. В архивах сохранился приказ №1, согласно которому областное радио возобновило свою работу 25 марта 1944 года, однако не в Могилёве, а в Кричеве, так как областной центр был оккупирован фашистами.
О создании областной студии телевидения на Могилевщине задумались ещё в конце 60-х годов прошлого столетия. Тогда же определили, в каком здании она расположится (в нём телестудия находится и сегодня). Началась реконструкция. После оборудования студии реконструкция закончилось, так как руководство Гостелерадио СССР потребовало приостановить развитие областных телестудий.
В 1983 году в Комитете по радиовещанию и телевидению БССР решили направить в Могилёв старую передвижную репортажную телевизионную станцию (ПРТС). Она стала первым «офисом» могилевских телевизионщиков.
1 января 1989 года образовалась Могилевская студия телевидения. 4 января 1989 года в рамках канала Белорусского телевидения транслировалась первая передача из областной студии — 10-минутный информационный выпуск «Дзень вобласцi».
Начиная с этого периода, в телевизионный эфир начали выходить различные телепрограммы: общественно-политические «Дыялог», «Телеконтакт», культурно-просветительские «Спадчына», «Запрашаем у творчую майстэрню». В 1992-м к ним добавились передачи «Чым жыве свет», «Гарачая тэма», «Квадрат», «Свет».
В октябре 1997 года у Могилевской студии телевидения появился канал с объёмом вещания 14 часов в сутки. 15 сентября начала работать первая в республике региональная радиостанция «Новое радио Могилев».
В октябре 2003 года произошло преобразование областных студий. Зарегистрировано новое предприятие — РУПРТЦ «Телерадиокомпания «Могилев». С того момента областные телепрограммы стали выходить в эфир в сетке телеканала «Лад» («Беларусь-2»). С осени 2006 года информационные программы появились в эфире на Первом Национальном телеканале: два выпуска «Новости-регион» в будние дни и один — в выходные.
Через год «Радио Могилев» перешло на FM-вещание.
В 2010 году в эфир вышло сразу несколько новых проектов: «Terra Historica», «Pro спорт», «На рыбалку», «Деревенька» и другие.
8 сентября 2015 года Телерадиокомпания «Могилёв» начала работу на телеканале «Беларусь 4» с 18-часовым ежедневным объемом вещания. ТРК «Могилёв» еженедельно производит более 20 различных телевизионных проектов, создает программы для республиканских телеканалов «Беларусь-1», «Беларусь-2», «Беларусь-3», «Беларусь-24».

## Награды
- Диплом 3 степени победителю второго национального телевизионного конкурса «Телевершина» в номинации «Лучшая развлекательная программа» — «Вкусное утро» (2006 г).
- 1 место в республиканском творческом конкурсе среди СМИ на лучшее освещение темы материнства за телепроект «Один день семейного детского дома» (2006 г).
- Диплом 3 степени победителю второго национального телевизионного конкурса «Телевершина» в номинации «Лучший региональный проект года» — «Мама моя» (2007 г).
- Молодежное ток-шоу «Перезагрузка» названо «Лучшим региональным проектом года» на IX профессиональном конкурсе «Телевершина».
- «Телевершина-2014»: 
  - «Сентябрь 1943. Недетский дневник» — победитель в номинации «Лучший региональный проект года»;
  - Андрей Почалов — победитель в номинации «Лучший режиссёр»;
  - «Новости региона» — 2 место в номинации «Лучшая информационная программа регионального ТВ»;
  - Анна Лаппо — 2 место в номинации «Лучший сценарий»;
  - Денис Бутылин, Александр Артемьев — 2 место в номинации «Лучшая операторская группа»;
  - «Сентябрь 1943. Недетский дневник» — 3 место в номинации «Лучший документальный фильм»;
  - «Деревенька» — 3 место в номинации «Лучшая тематическая программа регионального ТВ».
- «Телевершина-2015»: 
  - «Днями» — «Лучшая информационная программа регионального телевидения»;
  - «В городе Бобруйске…» — «Лучшая тематическая программа регионального телевидения»;
  - Седа Каспарова — 2 место в номинации «Лучший ведущий регионального телевидения»;
  - Татьяна Ларина — 2 место в номинации «Лучший ведущий тематической программы»;
  - «Дача» — 3 место в номинации «Лучшая тематическая программа регионального ТВ».
- «Телевершина-2016»: 
  - Проект «Победа глазами молодых» стал «Лучшим региональным проектом года»;
  - Программа «Новости регион» заняла 2 место в номинации «Лучшая информационная программа регионального ТВ»;
  - Редактор Татьяна Ларина — 2 место в номинации «Лучший ведущий регионального телевидения».
- «Телевершина-2017»: 
  - Призовые места получены в номинациях «Лучший репортер», «Лучшая тематическая программа регионального телевидения» и «Лучшая культурно-просветительская программа»;
  - Благотворительный телемарафон «Согреем детские сердца» назван «Лучшим проектом регионального телевидения Беларуси».
- В 2020 году творческий коллектив проекта «Территория людей» награжден Дипломом Х Международного фестиваля телерадиопрограмм и интернет-проектов об инвалидах и для инвалидов «Интеграция» (г. Москва) в номинации «Передача, цикл передач».
- Диплом 1 степени Международной Ассамблеи столиц и крупных городов в конкурсе «Город в зеркале СМИ – 2022», г. Москва.
- «Телевершина 2022»: 
  - Сергей Пеклин назван Лучшим журналистом регионального телевидения;
  - Дипломы лауреатов в своих номинациях получили: 
    - «IV студия» (Музыкальный, развлекательный проект);
    - «#хештег» (Детская, юношеская программа);
    - благотворительный телемарафон «Согреем детские сердца» (Региональный телевизионный проект);
    - Кристина Каранкевич (Ведущий регионального телевидения).
- «Телевершина 2024»: 
  - Виталина Петрусевич - победитель в номинации «Журналист регионального телевидения»;
  - «Дорогами памяти и славы» - победитель в номинации «Региональный телевизионный проект»;
  - Кристина Каранкевич - лауреат номинации «Ведущий регионального телевидения»;
  - «Всё по делу» - лауреат номинации «Региональный общественно-политический проект».
- Специальная премия Президента Республики Беларусь деятелям культуры и искусства (31 декабря 2024 года) — за реализацию международного молодёжного патриотического проекта «Дорогами Памяти и Славы»[1].